# (10684) Babkina
(10684) Babkina est un astéroïde de la ceinture principale.

## Description
(10684) Babkina est un astéroïde de la ceinture principale. Il fut découvert le 8 septembre 1980 à Naoutchnyï par Lioudmila Jouravliova. Il présente une orbite caractérisée par un demi-grand axe de 2,21 UA, une excentricité de 0,19 et une inclinaison de 2,7° par rapport à l'écliptique.
Il a été nommé en hommage à la chanteuse Nadejda Babkina.

## Compléments